# John Norell
John Norell, född 30 september 1993 i Vara, är en svensk ekonom, politiker, samt doktorand i nationalekonomi på Stockholms universitet. Han var förbundsordförande för Fria Moderata Studentförbundet från juni 2020 till maj 2022, och är associerad forskare på forskningsinstitutet Ratio där han tidigare varit forskningsassistent. Under sommaren 2023 tjänstgjorde han som vikarierande ledarskribent på Svenska Dagbladet.
I maj 2021 startade Fria Moderata Studentförbundet en intresseorganisation med namnet Hyresgästförbundet för att arbeta för en avreglering den svenska hyresmarknaden, som han valdes till ordförande för. Han har även varit ledamot i styrelsen för Medborgarskolan och producerat en podcast om ekonomi för tankesmedjan Timbro.
John Norell har bland annat drivit opinion för minskad antagning till högre utbildning, avskaffandet av hyresregleringar samt privat finansiering av forskning. Han har även mottagit "2021 års pris till Johnny Munkhammars minne" och Lars Göran Johanssons Stiftelse Stipendium 2023 för sina bidrag inom politik, opinionsbildning och kommunikation.